# Nguyễn Tuấn Mạnh
Tuấn Mạnh Nguyễn (Provincia di Thanh Hóa, 31 luglio 1990) è un calciatore vietnamita, portiere del Sanna Khánh Hòa e della Nazionale vietnamita.

## Carriera

### Nazionale
Con la Nazionale vietnamita ha preso parte alla Coppa d'Asia 2019.